# Shaun Monson
Shaun Monson (...) è un regista e attivista statunitense, ambientalista e sostenitore dei diritti degli animali.

## Biografia
Ha scritto, diretto e prodotto il documentario antispecista Earthlings, film che descrive i cinque principali usi che gli esseri umani fanno degli animali: compagnia, cibo, vestiario, divertimento, ricerca scientifica. Il documentario ha richiesto al suo realizzatore oltre cinque anni di lavoro, ed è a tutt'oggi considerato come il più grande documentario trattante questo soggetto.
Egli è socio fondatore della Nation Earth, la compagnia di produzione del documentario Earthlings. Nel 2015 è uscito il secondo volume della trilogia alla quale appartiene Earthlings, intitolato Unity. Il secondo documentario continua il tema stabilito da Monson in Earthlings, dunque la relazione che intercorre fra animali, natura ed esseri umani, e, allo stesso tempo, esplora la forza "unificante" della coscienza trovata negli animali, nella natura e negli esseri umani.
Shaun Monson divenne vegetariano all'incirca alla metà degli anni novanta; poco dopo, divenne vegano. Monson risiede a Los Angeles.

## Filmografia

### Documentari
- Holy War, Un-Holy Victory - film TV (2001)
- Earthlings (2005)
- Unity (2015)

### Lungometraggi
- Bad Actors (2000)